# Jónatan Ingi Jónsson
Jónatan Ingi Jónsson (Kópavogur, 15 maart 1999) is een IJslands-Belgisch voetballer die als aanvaller voor Sogndal Fotball speelt.

## Carrière
Jónatan Ingi Jónsson speelde in de jeugd van FH Hafnarfjörður, waar hij in 2015 eenmalig op de bank bij het eerste elftal zat. van 2015 tot 2018 speelde hij in de jeugdopleiding van AZ, waarna hij weer bij zijn oude club Hafnarfjörður terugkeerde. Hij debuteerde voor deze club op 1 mei 2018, in de met 0-5 gewonnen bekerwedstrijd tegen ÍR Reykjavík.

### Statistieken
| Seizoen                                              | Club             | Land           | Competitie     | Competitie | Competitie | Beker | Beker | Internationaal | Internationaal | Overig* | Overig* | Totaal | Totaal |
| Seizoen                                              | Club             | Land           | Competitie     | Wed.       | Dlp.       | Wed.  | Dlp.  | Wed.           | Dlp.           | Wed.    | Dlp.    | Wed.   | Dlp.   |
| ---------------------------------------------------- | ---------------- | -------------- | -------------- | ---------- | ---------- | ----- | ----- | -------------- | -------------- | ------- | ------- | ------ | ------ |
| 2015                                                 | FH Hafnarfjörður | IJsland        | Úrvalsdeild    | 0          | 0          | 0     | 0     | 0              | 0              | 0       | 0       | 0      | 0      |
| 2018                                                 | FH Hafnarfjörður | IJsland        | Úrvalsdeild    | 14         | 2          | 1     | 0     | 1              | 0              | 0       | 0       | 16     | 2      |
| 2019                                                 | FH Hafnarfjörður | IJsland        | Úrvalsdeild    | 7          | 1          | 2     | 0     | –              | –              | 10      | 3       | 19     | 4      |
| Carrièretotaal                                       | Carrièretotaal   | Carrièretotaal | Carrièretotaal | 21         | 3          | 3     | 0     | 1              | 0              | 10      | 3       | 35     | 6      |
| *Wedstrijden in de Deildabikar en Fótbolti.net mótið |                  |                |                |            |            |       |       |                |                |         |         |        |        |
| Bijgewerkt op 11 juni 2019                           |                  |                |                |            |            |       |       |                |                |         |         |        |        |